# Lavoro subordinato
Il lavoro subordinato, informalmente detto anche lavoro dipendente, indica un rapporto di lavoro nel quale il lavoratore cede il proprio lavoro (tempo ed energie) ad un datore di lavoro in modo continuativo, in cambio di una retribuzione monetaria, di garanzie di continuità e di una parziale copertura previdenziale.

## Storia
In un primo momento, alla fine del XIX secolo, non avendo veri e propri riferimenti legislativi ma trovandosi di fronte a un contesto storico-sociale che richiedeva un intervento, i legislatori e la dottrina utilizzarono lo schema tradizionale della locazione.
In Italia, secondo il codice del commercio, il lavoro subordinato veniva visto come un "prestare le proprie energie lavorative per un determinato lasso di tempo" (locatio operarum), mentre la normale obbligazione di risultato veniva inserita nel contesto della locatio operis.
Fondamentale la precisazione squisitamente teorico-dottrinale operata da Francesco Carnelutti. L'insigne giurista osserva che non sarebbe corretto parlare di locazione di energie umane perché soggette a consumo e deterioramento, incompatibili con l'obbligo di restituzione alla scadenza. Pertanto, egli indica come vero oggetto della locazione: il corpo del lavoratore distinguendolo dalla persona del lavoratore.

## Caratteristiche
Normalmente il lavoro subordinato è regolato/disciplinato da un contratto di lavoro col datore di lavoro, che stabilisce mansioni, orario di lavoro, luoghi e remunerazione della prestazione. Il lavoratore dipendente può esercitare la sua attività di lavoro subordinato sia nel campo del lavoro privato (impresa) sia nel campo del lavoro pubblico (pubblica amministrazione, quali enti pubblici o enti parastatali).
Esso è attualmente la forma lavorativa più diffusa nel mondo economico e la rispettiva figura di lavoro è posta al centro del diritto del lavoro. A questa modalità lavorativa si affiancano le forme di lavoro autonomo, quella del lavoro parasubordinato e tante altre più specifiche. Al concetto di lavoratore subordinato si contrappone quella di conduttore dell'attività di impresa (imprenditore, amministratore delegato) o di datore di lavoro.

## Disciplina normativa italiana
Non esiste nessuna definizione formale di lavoro dipendente nell'ordinamento italiano. L'articolo 2094 del codice civile italiano, rubricato come "Prestatore di lavoro subordinato", si limita ad enunciare la definizione di prestatore di lavoro:

### Il dibattito sulla definizione
La nozione giuridica di lavoro subordinato più recente deriva dal presupposto dell'"assoggettamento" del prestatore di lavoro nei confronti del datore di lavoro, assoggettamento identificabile nella possibilità da parte del datore di lavoro di poter determinare modalità e tempi di esecuzione dell'oggetto dell'obbligazione sorta dal contratto stipulato dalle parti.
Inoltre, per l'identificazione di una fattispecie di lavoratore subordinato, la giurisprudenza ha individuato alcuni criteri indiziari (mentre quello fondamentale rimane solo l'assoggettamento): la continuità della prestazione, che presuppone la natura dell'oggetto come attività e non risultato; il luogo di lavoro; l'obbligo di un determinato orario di lavoro più o meno flessibile, ma comunque determinato; una retribuzione anch'essa fissa e determinata, con l'assenza di rischio per il lavoratore.
Il vincolo della subordinazione si ha quando il prestatore mette a disposizione del datore le sue energie psicofisiche al fine della realizzazione di un bene o servizio nell'interesse del datore. Si avrebbe pertanto un fenomeno di alienazione delle energie psicofisiche del lavoratore al datore. La natura sociale di tale vincolo sarebbe da rintracciare nel fatto che il prestatore subordinato, anche a livelli dirigenziali, può svolgere il proprio lavoro solo tramite i mezzi e le strutture di cui dispone il datore. Fa eccezione il rapporto di lavoro a domicilio, per il quale il vincolo di subordinazione assume una definizione "tecnica", ossia quella che definisce il vincolo di subordinazione come l'assoggettamento del prestatore di lavoro nei confronti delle direttive del datore di carattere organizzativo, sulle modalità di esecuzione della prestazione, i requisiti, le caratteristiche e le finalità del rapporto di lavoro.

### Statistiche
Secondo l'ISTAT negli anni tra il 1993 e il 2011, gli occupati in Italia oscillavano tra i 21 e 23 milioni, di cui 15-17 milioni di dipendenti, ossia una percentuale variabile fra 71 e 74%.

### Figure speciali e simili al lavoro subordinato
Accanto alla figura del lavoratore subordinato tradizionale, ci sono varie figure più particolari disciplinate dal diritto del lavoro.

#### Figure speciali di subordinazione
Sono rapporti di lavoro regolati in parte dalla disciplina generale, e in parte da leggi speciali che regolano la peculiarità dell'attività svolta dal datore, dal lavoratore o da entrambi. Figurano tra queste attività il rapporto di lavoro nautico e aeronautico (disciplinato dal Codice della navigazione), il rapporto di lavoro sportivo (legge 23 marzo 1981 n. 91) e quello dei dirigenti.

#### Il lavoratore parasubordinato
Le recenti modificazioni sociali ed economiche avviate dalla seconda metà degli anni settanta hanno portato all'identificazione, oltre che di varie categorie di lavoratori, alla nascita di nuove figure contrattuali nell'ambito del lavoro: si parla infatti di rapporti di lavoro dove l'oggetto dell'obbligazione non è "un risultato" ma un'attività, sebbene il lavoratore non sia subordinato al datore. Si parla, pertanto, di lavoratore parasubordinato o di lavoratore in regime di collaborazione coordinata e continuativa.
La fattispecie del lavoro parasubordinato può coincidere, in fatto, con ipotesi di "dipendenza economica" che si verificano quando, a prescindere dal vincolo di subordinazione, il lavoratore percepisce la maggior parte del proprio reddito da lavoro da un unico committente. In Italia questa fattispecie non trova ad oggi una collocazione giuridica (cosa che avviene invece in Spagna dal 2009 - Estatuto del Trabajo Autónomo en materia de contrato del trabajador autónomo económicamente dependiente) cioè non trova ancora una sua specifica tutela.

#### Lavoratore a chiamata
Il lavoratore a chiamata è un subordinato che eroga la propria prestazione in modalità discontinua o intermittente ovvero on call.

## Ideologie politiche abolizioniste
Vi sono alcune teorie economico-politiche che sostengono l'abolizione del lavoro subordinato. Secondo essi in futuro il lavoro subordinato salariato sarà visto così come oggi viene visto lo schiavismo.
Alcune di queste teorie sono la base del distributismo e il suo credito sociale. Essi sostengono una equa distribuzione dei mezzi di produzione tra chi li manovra per produrre, in modo che non possa più esistere lo "sfruttamento dell'uomo sull'uomo".
Anche l'anarchismo è una filosofia politica contraria al lavoro subordinato.